# Terz-butillitio
Il terz-butillitio (detto anche t-butillitio o in inglese tert-butyllithium) è un composto chimico di formula (CH3)3CLi e rientra nella categoria dei composti organometallici. Viene utilizzato in chimica organica come base forte, capace di deprotonare molti composti, tra cui il benzene. È disponibile commercialmente in soluzioni di idrocarburi e in genere non lo si prepara in laboratorio.
Il primo a descriverne la sintesi fu Robert Burns Woodward nel 1941.

## Struttura e legami
Come altri composti di organo-litio, il terz-butillitio è un cluster. Mentre il n-butillitio esiste sia come esamero che come tetramero, il terz-butillitio esiste come tetramero con una forma che ricorda il cubano. I legami includono delocalizzazione sigma e un significativo legame Li-Li.
Il legame C-Li è molto polarizzato, con un buon 40% di carattere ionico. La molecola reagisce, quindi, come un carbanione ed è rappresentata dalle due formule limite di risonanza in figura.

## Proprietà chimiche
Come il n-butillitio, anche il terz-butillitio può essere usato per lo scambio metallo-alogeno e la deprotonazione di ammine e composti con C-H attivati.
Questo composto, così come altri di alchillitio, reagisce con solventi eterei. Ad esempio sopravvive nel dietiletere solo per un'ora ma se la temperatura è intorno a 0 °C; nel THF, invece, resiste 40 minuti a -20 °C e solo 11 minuti circa nel dimetossietano a -70 °C.
Per minimizzare la degradazione operata da questi solventi, le reazioni che richiedono l'uso di terz-butillitio sono condotte a temperature molto basse in solventi speciali, per esempio una miscela del solvente di Trapp.

## Sicurezza
Il terz-butillitio è una sostanza piroforica, ovvero si incendia facilmente se esposto all'aria anche a temperature ordinarie (per definizione, inferiori a 55 °C). I solventi usati per la sua conservazione sono anch'essi infiammabili. Quando si maneggia questo composto, le tracce che rimangono sugli strumenti possono prendere fuoco e sabotare l'esperimento così come danneggiare il materiale.
Un incidente causato dal terz-butillitio è avvenuto nel 2008 quando Sheharbano Sangji, nel laboratorio di Patrick Harran alla University of California, Los Angeles, è morto a causa di ustioni provocategli da un incendio.
Reazioni su larga scala potrebbero portare a runaway, ovvero a reazioni fuori controllo e in ultima analisi a incendi ed esplosioni, specialmente se il terz-butillitio è mescolato con eteri come il dietiletere o il tetraidrofurano. L'uso di solventi idrocarburici è da preferirsi.
È infine necessario adottare tecniche che tengano alla larga l'aria, dato che il composto esposto all'ossigeno si incendia ed è comunque sensibile all'umidità.
t-BuLi + O2 → t-BuOOLi
t-BuLi + H2O → t-BuH + LiOH